# Women's New South Wales Open
Het Women's New South Wales Open is een golftoernooi in Australië voor de dames op de ALPG Tour. Het toernooi werd opgericht in 2006. Sinds de oprichting vindt het telkens plaats op de Oatlands Golf Club in Sydney, New South Wales.
Het toernooi wordt gespeeld in een strokeplay-formule met drie ronden en na de tweede ronde wordt de cut toegepast.

## Geschiedenis
Het toernooi werd in 2006 opgericht en de eerste editie werd gewonnen door Joanne Mills. In 2007 vond er geen toernooi plaats. In 2008 keerde het toernooi terug en wordt sindsdien een van de vijf "Majors" van de ALPG Tour.
In 2010 was Sandra Oh de eerste golfster die dit toernooi voor de tweede keer won, dat later geëvenaard werd door Caroline Hedwall, in 2013. In 2012 was de Nieuw-Zeelandse Lydia Ko de eerste golfamateur die dit toernooi won.

## Winnaressen
| Jaar                                  | Winnares                    | Sore                        | Sore                        | Info                        |
| LG Bing Lee Womens NSW Open           | LG Bing Lee Womens NSW Open | LG Bing Lee Womens NSW Open | LG Bing Lee Womens NSW Open | LG Bing Lee Womens NSW Open |
| ------------------------------------- | --------------------------- | --------------------------- | --------------------------- | --------------------------- |
| 2006                                  | Joanne Mills                | 209                         | –10                         |                             |
| 2007                                  | Geen toernooi               | Geen toernooi               | Geen toernooi               | Geen toernooi               |
| 2008                                  | Laura Davies                | 207                         | –9                          |                             |
| 2009                                  | Sarah Oh                    | 201                         | –15                         |                             |
| Bing Lee Womens NSW Open              |                             |                             |                             |                             |
| 2010                                  | Sarah Oh                    | 207                         | –9                          |                             |
| 2011                                  | Caroline Hedwall            | 205                         | –11                         |                             |
| 2012                                  | Lydia Ko am                 | 202                         | –14                         |                             |
| Bing Lee Women's New South Wales Open |                             |                             |                             |                             |
| 2013                                  | Caroline Hedwall            | 203                         | –13                         |                             |
| 2014                                  | Joanna Klatten              | 200                         | –16                         |                             |

| Toernooirecord |  | po = winnares na play-off |  | am = Amateur |

## Trivia
- In 2006 was de par van de Oatlands Golf Club 73, dat anno 2008 aangepast werd naar 72.